# Cáceres (ort)
Cáceres är en ort i Colombia.   Den ligger i departementet Antioquía, i den nordvästra delen av landet, 400 km norr om huvudstaden Bogotá. Cáceres ligger 95 meter över havet och antalet invånare är 4 987.
Terrängen runt Cáceres är platt åt nordost, men åt sydväst är den kuperad. Runt Cáceres är det glesbefolkat, med 11 invånare per kvadratkilometer. Det finns inga andra samhällen i närheten. Omgivningarna runt Cáceres är en mosaik av jordbruksmark och naturlig växtlighet.